# Cretophengodes azari
Cretophengodes azari (лат.) — ископаемый вид жуков, единственный в составе рода Cretophengodes и семейства Cretophengodidae (Elateroidea). Обнаружен в бирманском янтаре мелового периода (Юго-Восточная Азия, Мьянма, возраст около 99 млн лет). Предположительно, это один из наиболее древних видов насекомых, испускающий свет. Назван в честь ливанского палеоэнтомолога профессора Dany Azar (Lebanese University, Бейрут, Ливан).

## Описание
Мелкий жук или горбатка, длина тела 7,3 мм. Усики гребенчатые, 12-члениковые: 2-й и 3-й антенномеры короткие;
антенномеры 4-11 удлиненные, двоякогребенчатые. Глаза крупные, сильно выступающие. Переднеспинка субпентагональная, шире своей длины. В брюшке 6 вентритов. На брюшке предположительно развит орган биолюминесцентного свечения (на 1-3 вентритах брюшка расположено светлое пятно). Все лапки пятичлениковые (формула лапок 5-5-5).

## Систематика
Вид впервые был описан в 2021 году группой китайских и чешских палеоэнтомологов по типовым материалам, обнаруженным в бирманском янтаре (Мьянма). Cretophengodes azari (единственный вид монотипического семейства Cretophengodidae) принадлежит к биолюминесцентной кладе лампироидов и, по-видимому, представляет собой переходную форму, связывающую мягкотелую кладу Phengodidae + Rhagophthalmidae и твердотельных элатероидов (жуки-щелкуны). Вместе с видом Protoluciola albertalleni Kazantsev, 2015 (Lampyridae) это два древнейших представителя светящихся жуков.